# Fernando Conde Yagüe
Fernando Conde Yagüe (Ibdes; 24 de gener de 1952) és un actor espanyol. Va formar part original del grup humorístic Martes y Trece.

## Biografia
Malgrat haver nascut en el municipi saragossà de Ibdes, es considera originari de Daroca, ciutat en la que va ser criat.
Va estudiar en el col·legi Sant Tomàs, de la família Labordeta, una circumstància que va despertar la seva vocació teatral en entrar en contacte amb professors com Mariano Anós o Pilar Laveaga.
La seva condició de mal estudiant li va acostar a Madrid en 1971, després de ser reclamat pel seu germà major des de la defunció del seu pare, quan Fernando comptava 10 anys.
En la capital va començar a estudiar per a opositar a la banca. Com no li va anar bé, va iniciar en una acadèmia del carrer de la Montera, sense molta convicció, la preparació de l'accés a una carrera de tres anys, on un professor, advertint en el jove veritables dots per a la interpretació, el va encoratjar a realitzar les proves de la Reial Escola Superior d'Art Dramàtic. Una vegada superades, Adolfo Marsillach el va contractar per a la sèrie de televisió Silencio, estrenamos, la qual cosa li va apartar definitivament de l'escola.
Després arribaria el musical Godspell i a continuació la seva popularitat li arriba amb el grup humorístic Martes y Trece, que funda, amb Josema Yuste i Millán Salcedo, el 1978.
Inicia així una etapa d'enorme èxit professional, en el qual són habituals els espectacles en sales de festa i les contínues aparicions en televisió. Li atorguen popularitat programes com Fantástico de TVE, en el qual realitzen una imitació de les Trillizas de Oro, Aplauso i Un, dos, tres... responda otra vez. Amb Martes y Trece, fins i tot va rodar un parell de pel·lícules: Ni te cases ni te embarques (1982) i La loca historia de los tres mosqueteros (1983).
En ple èxit, Conde decideix abandonar Martes y Trece per consagrar-se a la interpretació. Compagina a partir d'aquest moment cinema i teatre. Intervé, en la pel·lícula Esto es un atraco (1987), de Mariano Ozores. També nou anys després va interpretar un dels papers principals a El perro del hortelano (1996), de Pilar Miró.
El teatre és el mitjà al que presta major dedicació, ja que va fundar la seva pròpia companyia teatral, Darek Teatre. També ha interpretat obres d'autors del Segle d'Or, com Lope de Vega, Calderón de la Barca, així com papers còmics en representacions de Sarsuela.
El 12 de setembre de 2003 es va casar amb la madrilenya Eva María Martín-Vivaldi, en 2005 va tenir el seu primer i únic fill Pablo .

## Filmografia

### Pel·lícules
- 1978 - Sentados al borde de la mañana, con los pies colgando
- 1982 - Ni te cases ni te embarques
- 1983 - La loca historia de los tres mosqueteros
- 1984 - Leviatán
- 1985 - De hombre a hombre
- 1987 - Esto es un atraco
- 1989 - Al Andalus, el camino del sol
- 1996 - El perro del hortelano
- 2000 - Sin dejar huella
- 2001 - Más pena que gloria
- 2003 - Noviembre
- 2003 - ¡Buen viaje excelencia!
- 2008 - ASD. Alma sin dueño
- 2008 - Una palabra tuya
- 2011 - La daga de Rasputín

### Televisió
- 1978 - Fantástico
- 1980 - Aplauso
- 1982 - Un, dos, tres... responda otra vez
- 1989 - Primera función
- 1994 - Canguros
- 1996 - Éste es mi barrio
- 1996 - La casa de los líos
- 1996 - Los ladrones van a la oficina
- 1997 - Adós...
- 1997 - Fátima
- 1997 - En plena forma
- 1998 - Hermanas
- 1998 - Entre naranjos
- 2000 - Un hombre solo
- 2001 - Academia de baile Gloria
- 2001 - Más pena que gloria
- 2001 - ¡Ala... Dina! (Diego Velázquez)
- 2007 - Hermanos y detectives
- 2008 - Dos de mayo - La libertad de una nación
- 2008 - Guante blanco
- 2003, 2009 - Hospital Central
- 2016: En la tuya o en la mía
- 2016: El Ministerio del Tiempo (Felipe V)
- 2016: La que se avecina

### Teatre
- Godspell (1974)
- La detonación (1977)[4]
- A media luz los tres (1988)
- La dama duende (1990), amb direcció de José Luis Alonso Mañés.
- El caballero de Olmedo (1990), amb direcció de Miguel Narros.
- La truhana (1992)
- Fiesta barroca (1992)
- Don Juan Tenorio (1993)
- El caballero de las espuelas de oro (1994)
- Yonquis y yanquis (1996), de José Luis Alonso de Santos.
- No hay burlas con el amor (1998)
- Mañanas de abril y mayo (2000)
- El hijo fingido (2001)
- El lindo don Diego (2001)[4]
- Los sobrinos del Capitán Grant (2003)
- Macbeth (2004)
- El mercader de Venecia (2008-2009)
- David y Eduardo. Un extraño encuentro (2011)
- Los caciques (2015)

## Premis i nominacions
- 1996 – Premi Unión de Actores a la millor interpretació secundària de teatre, per Yonquis y yanquis.[5]
- 2008 - Premi Teatro de Rojas a la Millor interpretació masculina, per El mercader de Venècia.[6]